# Kanton Cère et Ségala
Der Kanton Cère et Ségala ist seit 2015 ein französischer Wahlkreis im Arrondissement Figeac des Départements Lot; sein Hauptort ist Biars-sur-Cère.

## Gemeinden
Der Kanton besteht aus 17 Gemeinden mit insgesamt 10.253 Einwohnern (Stand: 1. Januar 2022) auf einer Gesamtfläche von 264,66 km²:
| Gemeinde              | Einwohner 1. Januar 2022 | Fläche km² | Dichte Einw./km² | Code INSEE | Postleitzahl |
| --------------------- | ------------------------ | ---------- | ---------------- | ---------- | ------------ |
| Belmont-Bretenoux     | 406                      | 6,65       | 61               | 46024      | 46130        |
| Biars-sur-Cère        | 1.968                    | 3,63       | 542              | 46029      | 46130        |
| Bretenoux             | 1.429                    | 5,69       | 251              | 46038      | 46130        |
| Cahus                 | 185                      | 10,01      | 18               | 46043      | 46130        |
| Cornac                | 360                      | 13,76      | 26               | 46076      | 46130        |
| Estal                 | 106                      | 6,04       | 18               | 46097      | 46130        |
| Gagnac-sur-Cère       | 657                      | 12,83      | 51               | 46117      | 46130        |
| Gintrac               | 95                       | 6,79       | 14               | 46122      | 46130        |
| Girac                 | 353                      | 4,40       | 80               | 46123      | 46130        |
| Glanes                | 296                      | 2,72       | 109              | 46124      | 46130        |
| Laval-de-Cère         | 292                      | 7,98       | 37               | 46163      | 46130        |
| Prudhomat             | 735                      | 12,39      | 59               | 46228      | 46130        |
| Puybrun               | 993                      | 4,36       | 228              | 46229      | 46130        |
| Saint-Michel-Loubéjou | 416                      | 5,25       | 79               | 46284      | 46130        |
| Sousceyrac-en-Quercy  | 1.335                    | 140,30     | 10               | 46311      | 46190        |
| Tauriac               | 464                      | 8,23       | 56               | 46313      | 46130        |
| Teyssieu              | 163                      | 13,63      | 12               | 46315      | 46190        |
| Kanton Cère et Ségala | 10.253                   | 264,66     | 39               | 4606       | –            |

## Veränderungen im Gemeindebestand seit der landesweiten Neuordnung der Kantone
2016: Fusion Calviac, Comiac, Lacam-d’Ourcet, Lamativie und Sousceyrac → Sousceyrac-en-Quercy